# Sestriere
Sestriere (Fransk: Sestrières) er en by i Italien med 929(2023) indbyggere, beliggende nordvest for Torino.
En del af Vinter OL i 2006 var henlagt hertil.
Ved Tour de France i 1996 vandt Bjarne Riis en bjergetape med mål i Sestriere. Riis overtog den gule trøje fra Berzin efter etapen. Etapen måtte afkortes på grund af dårligt vejr på Col de l'Iseran og Col du Galibier. 9. etape skulle gå fra Val d'Isere over 196 kilometer til Sestriere via Iseranpasset og gennem Maurienne-dalen til Col du Galibier. Etapen blev på grund af dårligt vejr forkortet og sat i gang i byen Le Monetier-les-Bains 46 kilometer fra Sestriere.

## Galleri
- Monte Motta